# ¡Basta Ya!

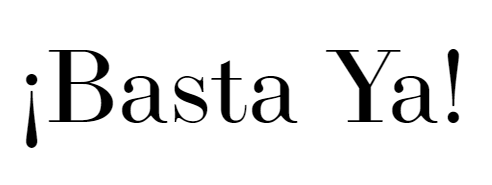

¡Basta Ya! war eine spanische Organisation, die 1999 gegründet wurde und in der sich Personen unterschiedlicher politischer Positionen gegen den Terror  – insbesondere jenen der ETA – vereinigt haben. Ebenso waren sie gegen den Vorschlag der ehemaligen Regierung von Präsident Juan José Ibarretxe für ein neues Autonomiestatut für das Baskenland (Plan Ibarretxe). Sie organisierte hauptsächlich Demonstrationen. 2007 wurde sie aufgelöst.

## Geschichte
Während sich ETA zunächst auf den Kampf gegen den Franquismus berufen konnte, was weite Teile der Bevölkerung als legitim betrachteten, verlor sie mit ihrem Terrorismus zunehmend jede Glaubwürdigkeit. Gegen Ende der 1990er Jahre begann sich die Zivilgesellschaft einzumischen und forderte mit Massendemonstrationen lautstark ein Ende der Gewalt der ETA und eine Einstellung des Gegenterrors der GAL. So entstand im November 1998 der Verein für Opferhilfe Colectivo de Víctimas del Terrorismo en el País Vasco (COVITE) ergänzend zu der seit 1981 bestehenden Asociación Víctimas del Terrorismo (AVT), sowie das Foro de Ermua (1998), der pazifistische Verein Gesto por la paz und schließlich die kulturell geprägte ¡Basta Ya!
¡Basta Ya! erhielt im Jahr 2000 den Sacharow-Preis. Zu den Mitgliedern zählen u. a. Agustín Ibarrola, Rosa Díez González und als Hauptinitiator Fernando Savater. Zwischen 2001 und 2005 gab die Organisation 22 Ausgaben der Zeitschrift Hasta Aquí (15. Januar 2013, „Bis hier“) heraus. Im Mai 2007 gründete sie die politische Partei Plataforma Pro, die später in der Unión Progreso y Democracia aufging, und löste sich dadurch selbst auf.